# Agnes Buen Garnås

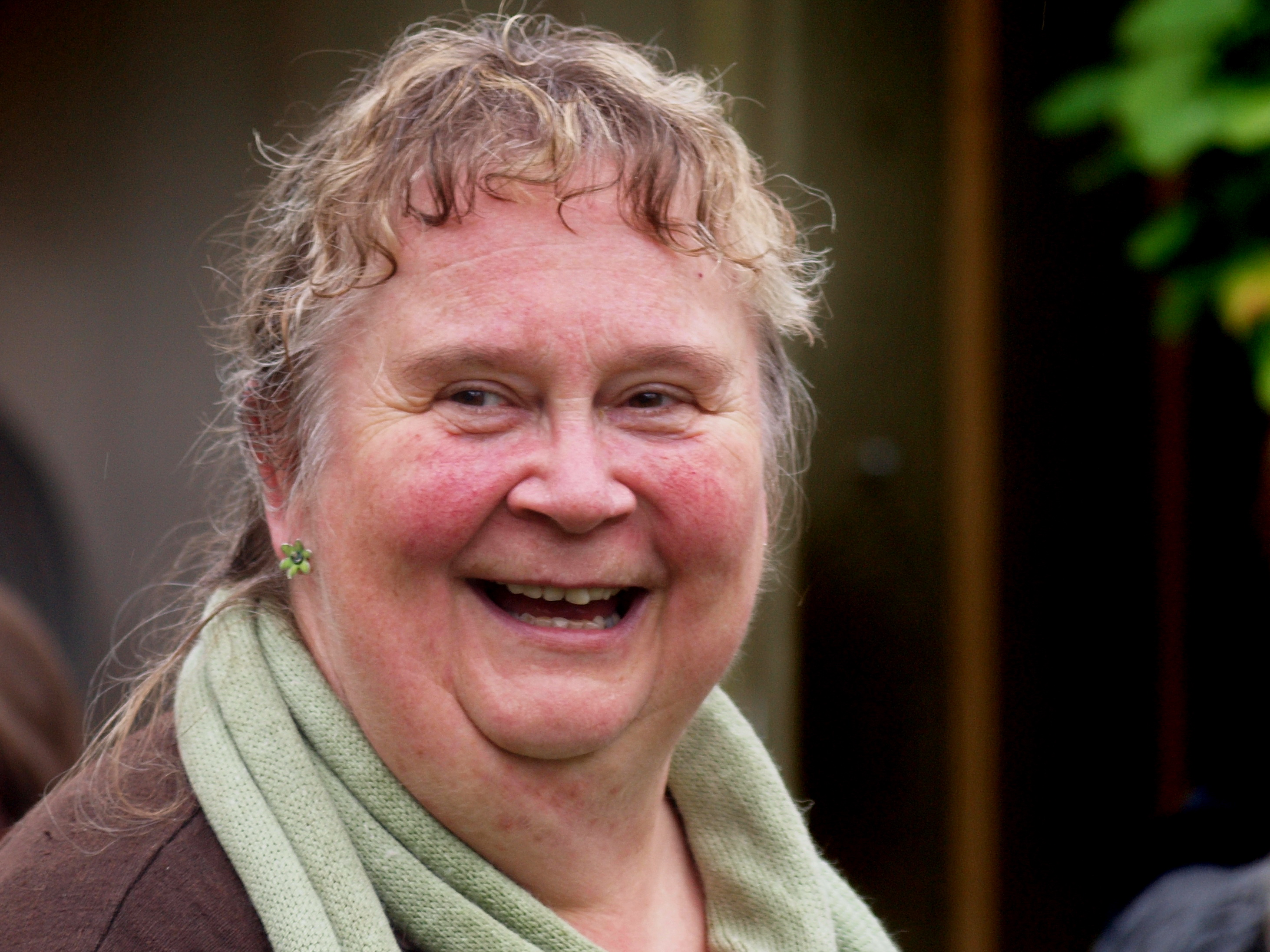
Agnes Buen Garnås (2011)

Agnes Buen Garnås (* 23. Oktober 1946; † 12. November 2024) war eine norwegische Folksängerin.

## Leben
Buen Garnås entstammt einer Musikerfamilie aus Jondalen in Telemark, die sich über Generationen der norwegischen Volksmusik widmete. Ihre Eltern Anders und Margit Buen wurden ebenso als Musiker bekannt wie ihre Brüder Hauk und Knut Buen und in der nächsten Generation Ingvill Marit, Per Anders und Jon Elling Buen Garnås.
Von 1975 bis 1977 studierte sie Kulturarbeit an der Høgskolen i Telemark. Sie leitete seit Mitte der 1970er-Jahre mit Dagne Groven Myhren ein Seminar für traditionellen norwegischen Gesang (Kveding) und gründete 2002 das Norsk Kvedarforum.
Häufig arbeitete Buen Garnås mit ihrem Bruder Knut Buen zusammen. Internationale Aufmerksamkeit erlangte ihr Album Rosensfole (1989) mit Jan Garbarek, auf dem sie norwegische Volkslieder in der Bearbeitung Garbareks interpretierte. Für das im gleichen Jahr entstandene Album Draumkvedet erhielt sie den Spellemannprisen.
Sie trat in verschiedenen Gruppen auf wie Åleine mit der Tänzerin Ingebjørg Kittelsaa Vesaas und Per Anders Buen Garnås und Ljod mit Marilyn Mazur, Birgit Løkke und Ruth Wilhelmine Meyer und wirkte an Projekten wie Fugl (mit Ruth Wilhelmine Meyer) und dem 2002 vom Norwegischen Kulturrat initiierten Klangfuglprosjektet (mit Nina Thormodsæter Haugen) mit.
Am 12. November 2024 verstarb Agnes Buen Garnås im Alter von 78 Jahren.

## Diskografie
- Det spelar og syng i familien Buen, 1975
- Når klokkune gjeve dur, 1976, 2002
- Folk Music of Norway, 1977
- Nordafjølls, 1983
- På gamle tufter mit Sondre Bratland, Kåre Nordstoga, Guttorm Guttormsen, Knut Buen, Halvor Håkanes, Warren Carlstrøm und Finn Kvalem, 1985
- Jul med Rupesekken, 1985
- Stem våre understrenger mit Knut Buens, 1988
- Draumkvedet mit Inger-Lise Ulsrud und Knut Buen, 1989
- Tusseliten og Trippeliti mit Guttorm Guttormsen und Knut Buen, 1989
- Rosensfole mit Jan Garbarek, 1989
- Høgdepunkt frå Landskappleiken, 1994
- Med blanke ark, 1994
- Attersyn, Lieder von Knut Buens, 1995
- Stev og slått mit Knut Buen, 1996
- Det syng mit Anne Marit Jacobsen, Halvor Håkanes, Eli Storbekken und Sinikka Langeland, 1997
- Langt inn i hugheimen, Lieder von Knut Buens, 1997
- Ljos og skugge, Lieder von Knut Buens, 1998
- Soltreet, 2002
- Han rider den mørke natt, 2002